# Simon Granroth
Simon Granroth,  född 3 juli  1990, är en finlandssvensk socialpsykolog och vetenskapskommunikatör från Helsingfors. Han fungerade som ordförande för SFP i Helsingfors 2021-2023.

## Studier
Granroth examinerades politices magister från Svenska social- och kommunalhögskolan vid Helsingfors universitet 2020, där han studerade både socialpsykologi och rättsvetenskap. Granroth skrev sin pro-gradu avhandling i samarbete med Försvarshögskolan om ämnet moralpsykologi i militär kontext. Granroths avhandling var den första publikationen som tillämpade Jonathan Haidts moralfundamentsteori i ett militärt sammanhang. Som socialpsykolog har Granroth bland annat skrivit om konspirationsteoriers och populismens psykologi och undersökt de bakomliggande faktorerna till posttraumatiskt stressyndrom bland krishanteringsveteraner och asylsökande. 

## Samhällspåverkan
Granroth var SFP:s kandidat i kommunvalet i Helsingfors valkrets 2017, i riksdagsvalet 2019, där han fick sjätte flest röster bland SFP:s kandidater i Helsingfors, och i kommunalvalet 2021. Granroth var även kandidat i riksdagsvalet 2023. Granroth arbetar för medmänsklighet, hållbar utveckling och evidensbaserat beslutsfattande i politiken. Till skillnad från SFP:s linje har Granroth uttalat sig om en exitstrategi för pälsnäringen i Finland och han har starkt tagit ställning emot populism och anti-intellektualism. I samband med riksdagsvalet 2023 och de påföljande regeringsförhandlingarna förhöll sig Granroth kritisk till validering av populistisk retorik och politik i Finlands riksdag och uppmanade till att inte svikta på etablerade humanistiska och liberala värderingar. Granroth skrev senare ut sig ur SFP eftersom han ansåg att partiet svikit sin värdegrund genom att möjliggöra att Sannfinländarna fick plats i regeringen.

## Militär bakgrund
Som finländare gjorde Granroth sin värnplikt vid Nylands Brigad där han utbildades till ATU stridsbåtschef. Senare deltog han i NRF, Natos snabbinsatsstyrka, beredskapstrupper 2015 och 2019 som en del av det finländska stridsförbandet. Till militärgraden är Granroth Båtsman och han har deltagit i flera internationella militärövningar. Granroth har även forskat vid Finlands Försvarshögskola.